# Kim Ji-won (Schauspielerin)
Kim Ji-won (* 19. Oktober 1992 in Geumcheon-gu, Seoul) ist eine südkoreanische Schauspielerin. Sie erlangte durch ihre Rollen in erfolgreichen K-Dramen wie Descendants of the Sun Bekanntheit.

## Leben
Kim Ji-won besuchte die Paekahm High School in Seoul und studierte nach ihrem dortigen Abschluss Dramatik an der Dongguk University. Sie nahm Gesangs- und Schauspielunterricht, ehe sie sich für eine Schauspielkarriere entschied. Nach einem Auftritt im Musikvideo zum Lied Gossip Boy von Younha im Jahr 2008 wirkte Kim in Werbespots mit und erhielt im selben Jahr ihre erste Serienrolle. 2011 folgte ihr Filmdebüt mit einer Nebenrolle im Melodram Romantic Heaven.
2012 spielte Kim Ji-won die Rolle der gleichnamigen Ji-won im Episoden-Horrorfilm Horror Stories. Im Folgejahr war sie auch in der Fortsetzung Horror Stories 2 zu sehen, diesmal jedoch in der Rolle der Sa Tan-hee. Ebenfalls 2013 erlangte Kim größere Bekanntheit als Yoo Rachel, die Verlobte des von Lee Min-ho verkörperten Hauptcharakters, in allen 20 Folgen der Fernsehserie The Heirs – Highschool der Superreichen. 2014 folgte eine Hauptrolle in der Thrillerserie Gap-dong, die auf den Taten des Serienmörders Lee Choon-jae basiert. 
Weitere Hauptrollen spielte Kim 2016 als Yoon Myeong-joo in der in insgesamt 32 Ländern ausgestrahlten Serie Descendants of the Sun sowie 2017 als Choi Ae-ra in Fight for My Way. In der 2018 erschienenen Actionkomödie Detective K: Secret of the Living Dead war sie an der Seite von Kim Myeong-min zu sehen. 2019 erhielt Kim eine weitere TV-Hauptrolle als Tan-ya in der 18 Folgen langen Fantasyserie Arthdal Chronicles. 
2020 bis 2021 wirkte sie in der Streaming-Serie Lovestruck in the City mit. In der von drei Geschwistern handelnden Dramaserie My Liberation Notes war Kim 2022 gemeinsam mit Lee Min-ki und Lee El zu sehen.

## Auszeichnungen
- 2013: SBS Drama Award als Best New Star für The Heirs – Highschool der Superreichen.
- 2016: APAN Star Award als beste Nebendarstellerin für Descendants of the Sun.
- 2016: Drei KBS Drama Awards in den Kategorien Excellence Award, Actress in a Miniseries, Best New Actress und Best Couple (mit Jin Goo) für Descendants of the Sun.[2]
- 2017: Drei KBS Drama Awards in den Kategorien Actress in a Miniseries, Netizen Award – Female und Best Couple (mit Park Seo-joon) für Fight for My Way.[3]
- 2018: KBS WORLD Global Fan Award in der Kategorie Best Couple (mit Park Seo-joon) für Fight for My Way.

## Filmografie (Auswahl)
- 2011: Romantic Heaven
- 2011: What’s Up (Fernsehserie, 20 Folgen)
- 2012: Horror Stories (Museoun Iyagi)
- 2012: To the Beautiful You (Areumdaun Geudaeege; Fernsehserie, 16 Folgen)
- 2013: Horror Stories 2 (Mu-seo-un Iyagi)
- 2013: The Heirs – Highschool der Superreichen (Wang-gwaneul Sseuryeoneun Ja, Geu Mugereul Gyeondyeora – Sangsokjadeu; Fernsehserie, 20 Folgen)
- 2014: Gap-dong (Fernsehserie, 20 Folgen)
- 2014–2015: One Sunny Day (Joh-eun Nal; Fernsehserie, zehn Folgen)
- 2015: Hidden Identity (Shinbuneul Sumgyeora; Fernsehserie, vier Folgen)
- 2016: Descendants of the Sun (Taeyang-ui Huye; Fernsehserie, 16 Folgen)
- 2017: Fight for My Way (Ssam Maiwei; Fernsehserie, 16 Folgen)
- 2018: Detective K: Secret of the Living Dead (Jo-seon-myeong-tamjeong: Heupyeolgoemaui bimil)
- 2018: Mr. Sunshine (Miseuteo Syeonsyain; Fernsehserie, eine Folge)
- 2019: Arthdal Chronicles (Aseudal Yeondaegi; Fernsehserie, 18 Folgen)
- 2020–2021: Lovestruck in the City (Dosinamnyeoui Sarangbeop; Fernsehserie, 17 Folgen)
- 2022: My Liberation Notes (Naui Haebangilji; Fernsehserie, 16 Folgen)
- 2024: Queen of Tears